# Lauterbach (Gemeinde Brixen im Thale)
Lauterbach ist ein Dorf und eine ehemalige Fraktion der Gemeinde Brixen im Thale mit ca. 800 Einwohnern. Es ist der größte und zugleich bevölkerungsreichste Ort der Gemeinde.

## Geschichte und Geografie
Das Dorf Lauterbach befindet sich über 800 Meter Seehöhe östlich des Dorfzentrums von Brixen. Der Name leitet sich vom Wildbach Lauterbach (lauter kommt vom althochdeutschen Wort luttar und bedeutet klar, hell und aha für Wasser) ab, der seit Jahrhunderten die Entwicklung der Siedlung maßgeblich bestimmt hat. Im Jahre 1812 befanden sich im Ortsteil um die 30 Häuser mit 167 Einwohnern. Nach dem Zweiten Weltkrieg zählte man etwa doppelt so viele Häuser, seit Ende der 1980er Jahre wurden bis dato (2022) über 200 Häuser, in denen sich über 800 Einwohner ansiedeln konnten.
Dass sich der Ort Brixen im Thale mehr schlauchförmig als geballt auf einen Kern entwickelte und sich der Ortsteil Lauterbach zum eigentlichen Dorfkern hervorhob, hatte in der Vergangenheit verschiedenste Gründe. Ein Grund für das hohe Bevölkerungswachstum im Ortsteil seit den 1980er Jahren lag an den günstigen Grundstückspreisen der dort ansässigen Kleinerwerbsbauern. Diese verkauften diese zu billigen Preisen an die Einheimischen. Einen weiterer sucht man in der politischen Handhabe (unter Führung des Altbürgermeisters Johann Nagele) des Dorfes und des kirchlichen Einflusses (Brixen im Thale ist Dekanat) zu der damaligen Zeit. Rund um den heutigen Ortskern hatte die Kirche sowie die Vollerwerbsbauern (Brixnerwirt u. a.) das Sagen. Diese waren weitaus weniger bereit Grund an Siedler zu vergeben, und wenn zu sehr horrenden Preisen, die sich niemand vermochte. Aufgrund dessen konnte sich in Brixen nie ein geballter Ortskern rund um die Kirche (wie beispielsweise in Kirchberg, Westendorf oder Hopfgarten ersichtlich) ergeben. Damit wurde aus der kleinen Siedlung Lauterbach der eigentliche große Ortskern zu Brixen.

## Wirtschaft und Infrastruktur
Die Landwirtschaft spielte im Ortsteil Lauterbach eine sehr große Rolle. Es gab überwiegend Kleinerwerbsbauern (hingegen im Dorfzentrum gab es nur Vollerwerbsbauern) und einige Handwerksbetriebe ( Schmiede, Tischlerei, Handweberei). Heute ist die Erwerbsstruktur viel breiter gefächert und ausgeglichener. So gibt es heute 13 Handwerks- und Gewerbebetriebe, 13 Einzelhandelsbetriebe, 14 Betriebe des Gast- und Beherbergungsgewerbes und sonstige Anlagen wie Sport- und Freizeitplätze.
Bei Lauterbach liegt die Haltestelle Brixen im Thale der Salzburg-Tiroler-Bahn. Bis 1964 befand sich hier auch das Postamt von Brixen im Thale. Im Nordosten des Ortsteils befindet sich ein privates E-Werk, das einige Häuser mit Strom versorgt. Ab 1950 entstand eine Reihe von neuen Häusern, vor allem entlang der Dorfstraße.

## Interessantes
1946: Ein schweres Unwetter geht von der Hohen Salve her ein. Es hagelt faustgroße Körner. Der Brixenbach tritt über die Ufer und überschwemmt zum Großteil den Ortsteil Feuring-Winkl. Am ärgsten wütet der Lauterbach. Große Steine füllen das Bachbett so dermaßen aus, dass Wasser bis ins Dorfzentrum kommt und alles mit sich reißt, was im Wege steht. Sämtliche Häuser werden von Schlamm und Schutt vermurt, alle Keller sind überflutet. Die Telefonleitungen sind unterbrochen. Bei der Bahn staut sich Geröll und Holzhaufen. Erst in der Nähe des Zentrums fließt der Lauterbach in die Brixentaler Ache. Sämtliche Blech- und Ziegeldächer sind schwer beschädigt, sogar im Pfarrhaus ist am Dach ein Loch zu finden.
1951: Heftiger Regen führt zu Hochwasser. Der Lauterbach vermurt die Bundesstraße und den Bahnkörper, Zugs- und Straßenverkehr sind stundenlang unterbrochen.
1957: Die Häuser in Brixen und Lauterbach werden an die neue Wasserleitung, die vom Gaisberg herabgeht, angeschlossen.
1971: Erneut heftiges Hochwasser in Brixen. Der Lauterbach tritt wieder über die Ufer. Arbeitskräfte sind bis in die späten Nachtstunden im Einsatz um weitere Überschwemmungen zu verhindern.
1975: Hochwasseralarm im Ortsteil Lauterbach. Die neue errichtete Straßenbrücke über den Lauterbach wird zur Gänze weggerissen. Das Hochwasser verursacht große Schäden.